# Naval General Service Medal (1915)

## Historique et modalités d'attribution
La Naval General Service Medal (1915 NGSM), en français la médaille du service général de la marine, a été instituée pour récompenser les services effectués dans des opérations militaires mineures de la Royal Navy et des Royal Marines pour lesquelles il n'existe pas de médaille commémorative particulière. Chacune de ces campagnes était symbolisée par une agrafe (claps)particulière. 

La Naval General Service Medal était l'équivalent de la General Service Medal (1915) et elles ont toutes deux été remplacées par la General Service Medal (1962).